# Jacek Matecki
Jacek Matecki (ur. 1963 w Sanoku, zm. 11 września 2021 w Warszawie) – polski pisarz, scenarzysta, podróżnik i fotografik, w latach 2012-2014 historyk śledczy na dalekiej Północy Rosji, ghostwriter piszący anonimowo dla innych.

## Życiorys
Do roku 2002 redaktor naczelny magazynu Cinema, następnie dziennikarz i recenzent Cinema Polska. Współpracował z Radą Ochrony Pamięci Walk i Męczeństwa, Muzeum Historii II Wojny Światowej w Gdańsku oraz Muzeum Pamięci Sybiru w Białymstoku. Był związany z Podkarpaciem, gdzie czasowo mieszkał i tworzył. W 2018 roku był ekspertem Polskiego Instytutu Sztuki Filmowej w komisji ds. produkcji filmów dokumentalnych. Zmarł po długiej walce z chorobą nowotworową. Pochowany został na cmentarzu w Okuniewie.

## Film
- Belcanto, Polska, 2010, II reżyser
- Historia Roja, 2010, współscenarzysta
- Lokatorka, 2021, współscenarzysta

## Publikacje
- Prawda to marny interes, a policja wie tylko tyle, ile jej ludzie powiedzą, 2014
- Co wy, …, wiecie o Rosji?!, 2015
- Dramat Numer Trzy, 2017, s. 288, ISBN 978-83-64526-41-1